# مشروع مايفين

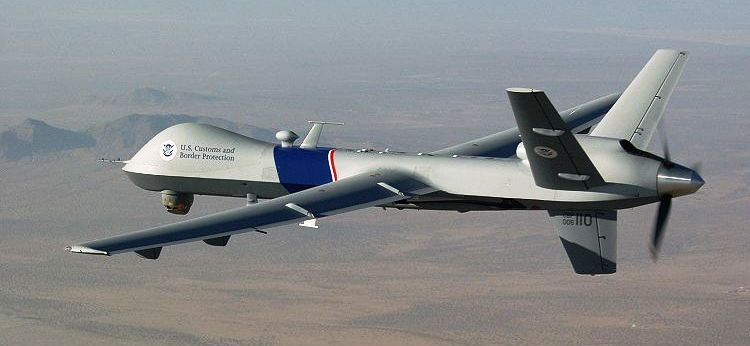
طائرة استطلاع بدون طيار للمراقبة

مشروع مايفن أو فريق حرب الخوارزميات متعدد المهام  وهو مشروع تابع لوزارة الدفاع الأمريكية البنتاجون ويهدف المشروع إلى تطوير خوارزميات خاصة لمساعدة المحللين العسكريين والمدنيين الذين يعملون على كميات هائلة من أشرطة الفيديو التي يجمعها الجيش الأميركي كل يوم، لتحسين دقة ضربات الطائرات العسكرية من نوع "درون" دون طيار، واستخدام الذكاء الاصطناعي وتحسين قدرته على رصد الوجوه والأنماط السلوكية، في أسطوله المكون من 1100 طائرة دون طيار. ضمن عمليات الحرب على الإرهاب.

## خلفية
قام نائب سكرتير وزارة الدفاع الأمريكي بالتوقيع على مذكرة لإستخدام تكنولوجيا الذكاء الاصطناعي في 26 أبريل 2017  والذي سيساهم في تحول الحروب المقبلة تحولًا تدريجيًا إلى حروب معرفية، وتغيير نمط الحروب مستقبلاً من النمط الكلاسيكي الذي كان قائمًا على تسخير القوة العلمية لخدمة القوة المادية إلى نمط آخر تكون فيه القوة المعرفية قادرة على تحقيق هامش كبير من الاستقلالية، يجعلها تمارس الدور الريادي الذي ظلت تمارسه حتى الآن قوة الردع النووي، على مستوى العلاقات الدولية . وتشارك في المشروع شركات مثل مايكروسوفت وأمازون 

## أزمة جوجل
أدي الإعلان عن مشاركة شركة جوجل في المشروع إلى وجود صراع داخل الشركة حيث تقدم الآلاف من الموظفين بعريضة وقع عليها 3100 موظف في فبراير 2018 موجهة إلى ساندر بيتشاي ورد فيها بأن “الموظفين يعتدون أن جوجل لا يمكنها القيام بأعمال موجهة حربية” “نعتقد بأنه يجب على جوجل، عدم الانخراط في الشؤون التجارية للحرب، لذلك نطالب بإلغاء مشروع مافين وأن تقوم جوجل بكتابة ونشر وتطبيق سياسة واضحة تنص على أنه لا جوجل ولا الشركات المناولة معها تنخرط في بناء تكنولوجيات حربية”. وقد بلغ الصراع أوجه حين قدم مجموعة من المهندسين الكبار استقالتهم .
وتأتى اهمية شركة جوجل في تحليل معلومات ضخمة من الصور والفيديوهات التي تلتقطها الطائرات الخاصة بوزارة الدفاع الأميركية يومياً وذلك لضخامة المعلومات المصورة، والتي لا تستطيع الفرق البشرية تحليلها كلها، وتستخدم تقنيات جوجل بهدف تسريع عملية استخدام البيانات الكبيرة والتعلم الآلي، وتسريع عملية تحليل البيانات التي تم جمعها.
وبدت بوادر انتهاء ازمة جوجل مع البنتاجون حيث أن دايان غرين، رئيسة سحابة أعمال جوجل ، أبلغت الموظفين بقرار عدم تجديد الصفقة، التي تستمر 18 شهرا بعد نهاية عام 2019، عندما ينتهي العقد الحالي.